# Belá (Žilina)
Belá es un municipio del distrito de Žilina en la región de Žilina, Eslovaquia, con una población estimada a final del año 2024 de 3266 habitantes.
Se encuentra ubicado al oeste de la región, cerca del curso alto del río Váh (cuenca hidrográfica del Danubio) y de la frontera con la región de Trenčín.

## Demografía
| Año        | 1994 | 2004    | 2014    | 2024    |
| ---------- | ---- | ------- | ------- | ------- |
| Población  | 3060 | 3346    | 3377    | 3266    |
| Diferencia |      | +9,34 % | +0,92 % | −3,28 % |

| Año        | 2023 | 2024    |
| ---------- | ---- | ------- |
| Población  | 3292 | 3266    |
| Diferencia |      | −0,78 % |